# Савицький парк
Савицький парк — парк-пам'ятка садово-паркового мистецтва місцевого значення. Об'єкт розташований в місті Одесі в районі Дальніх Млинів, за адресою вул. Мельницька, 32б. Площа парку складає 26.7 га, статус пам'ятки отриманий у 1972 році.

## Історія виникнення
Точна дата створення парку невідома. У 1862 році відомий одеський підприємець Савицький-Воєводський Григорій Євстафійович придбав ділянку землі в районі Дальніх Млинів із метою облаштування там саду. Ділянка була відома як "Дача Савицького", там було облаштовано ставок і город, де вирощувалися фрукти та овочі, які постачалися до магазинів міста. Крім городу тут було облаштовано декоративний сад, за вхід до якого бралося 5 копійок. В саду знаходився ресторан, готель і тацмайданчик, а сам сад славився як місце із доступними розвагами, "доступними жінками", випивкою, тощо. Сам Савицький славився в місті як відомий кримінальний авторитет, який крім садово-городньої діяльності організував банду, яка займалася викраденням людей, переважно жінок для закордонних борделів. Сам Савицький носив на вказівному пальці правої руки, як символ влади п'ятидесятиграмовий золотий перстень із зображенням жабки, що пускає стрілу, прикрашену діамантом. Градоначальник і поліція знали про рід його діяльності, але не чіпали. Тільки у 1917 році Савицький покинув країну, прихопив із собою увесь свій капітал, який згодом зберігав у Швейцарському банку.
Рішення про облаштування саду Савицького під парк було прийнято у лютому 1950 року. Новозатвердженний парк дістав назву Парк культури та відпочинку ім. Ленінського комсомолу.

## Галерея

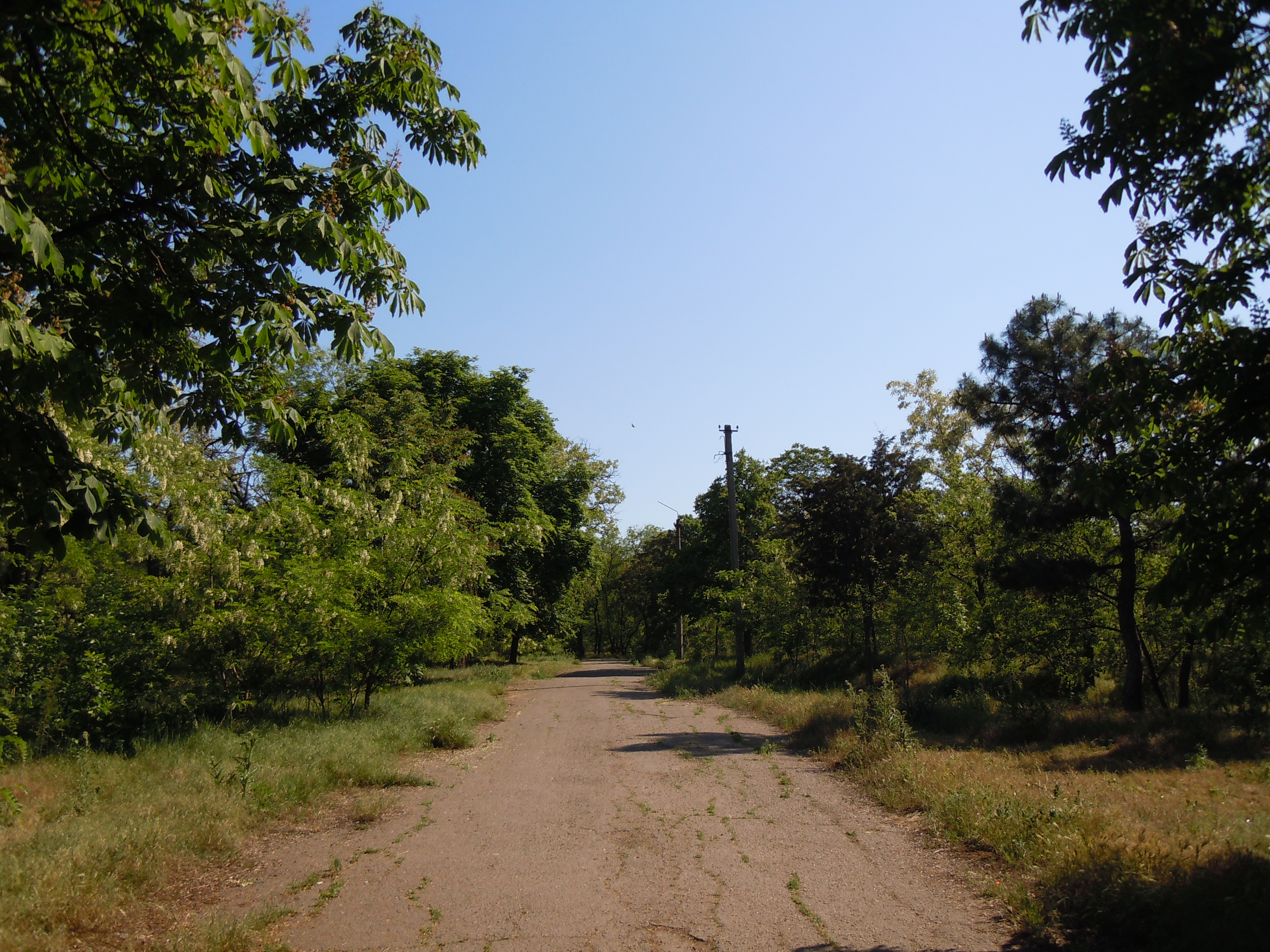
Алея парку
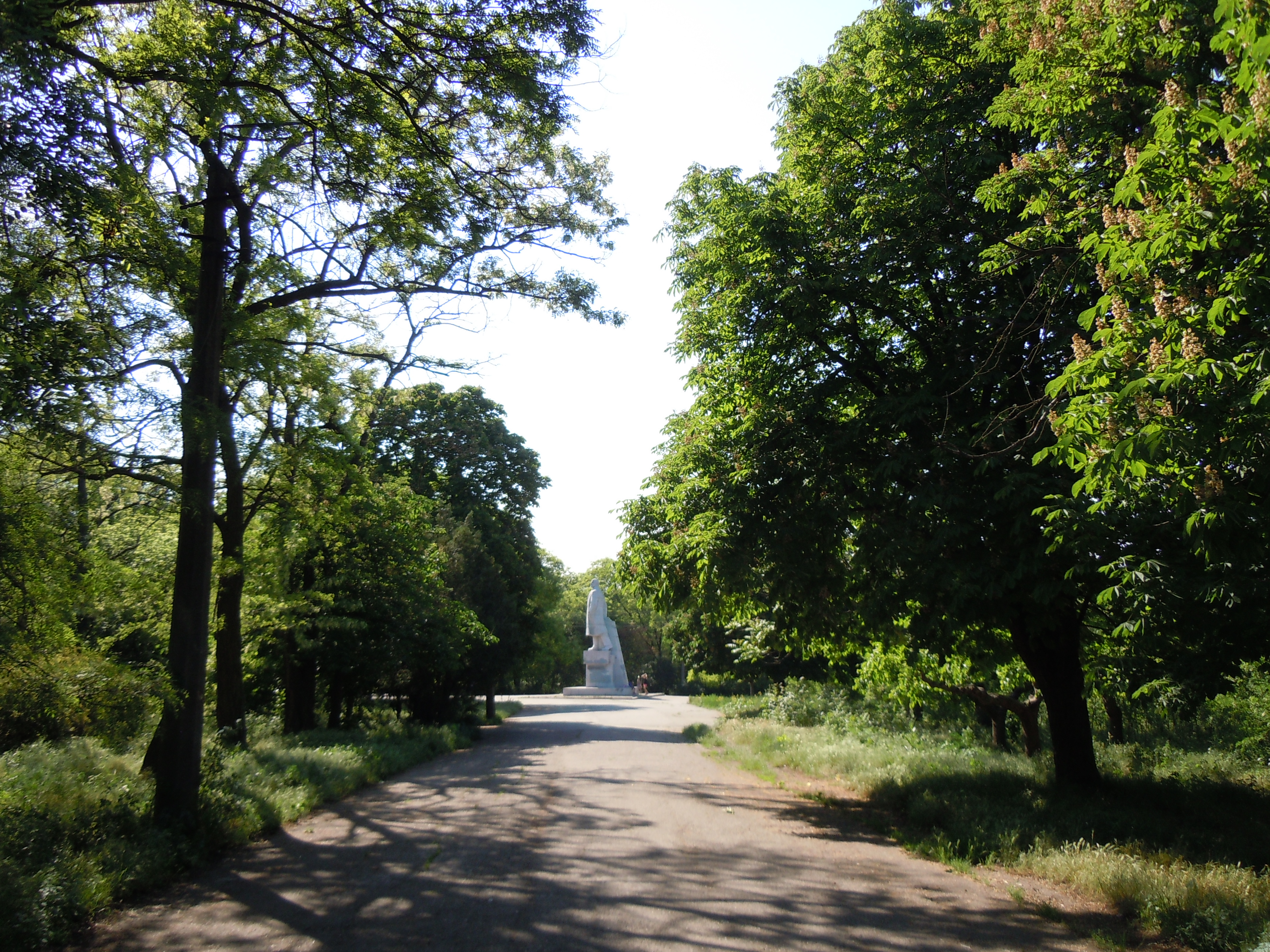
Алея парку. Вдалині - Ленін
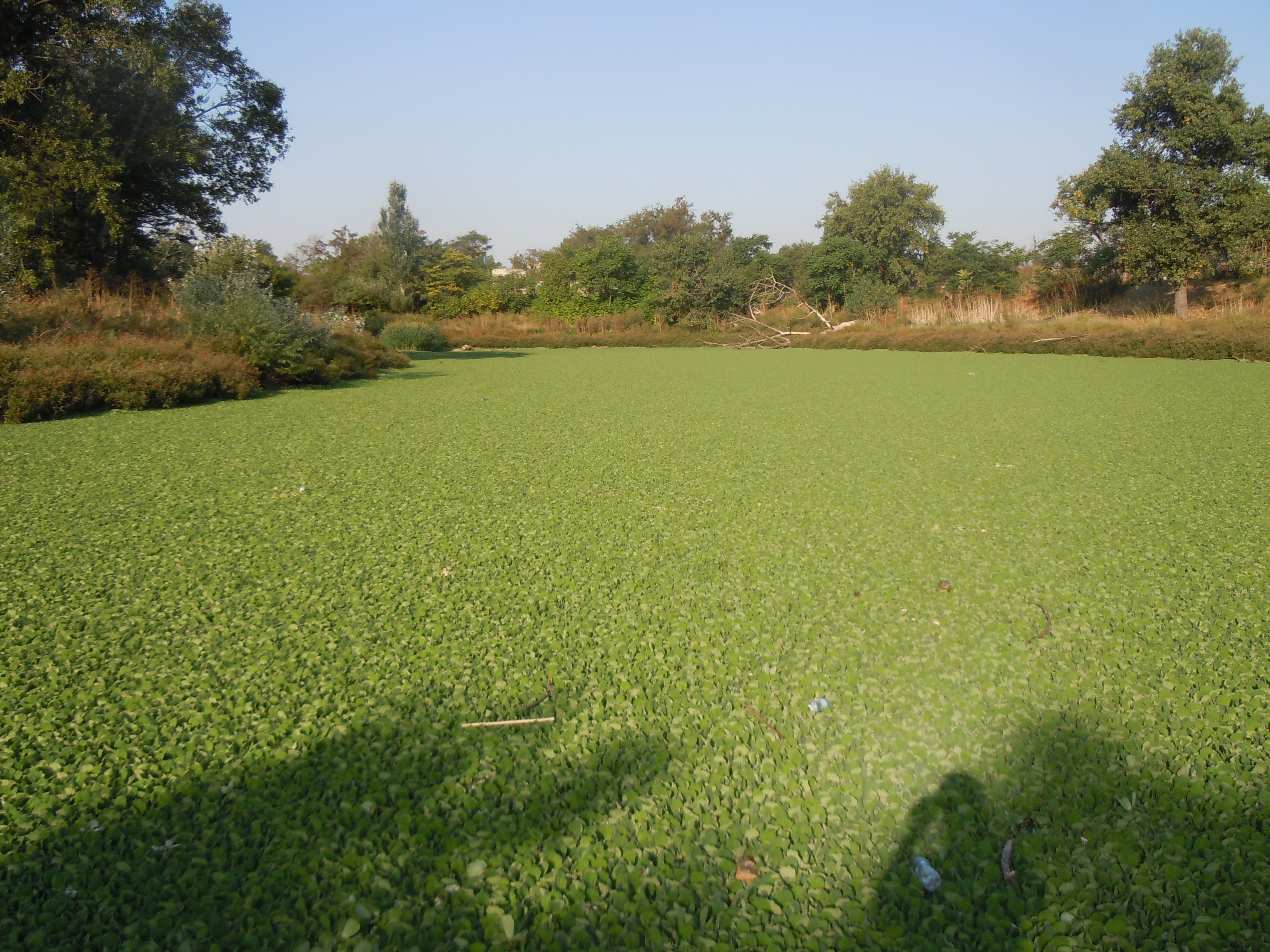
Занедбаний ставок, порослий водяним салатом
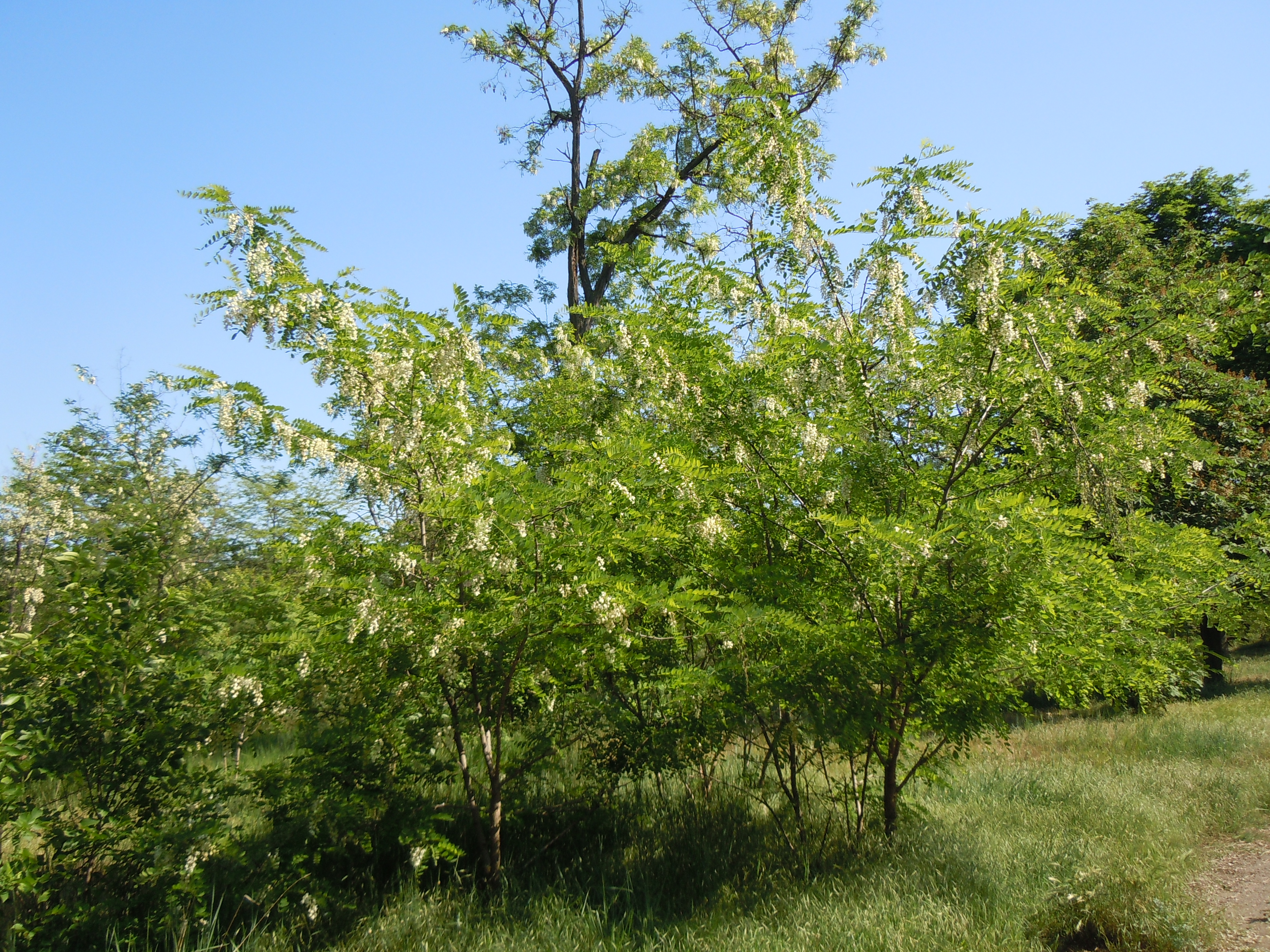

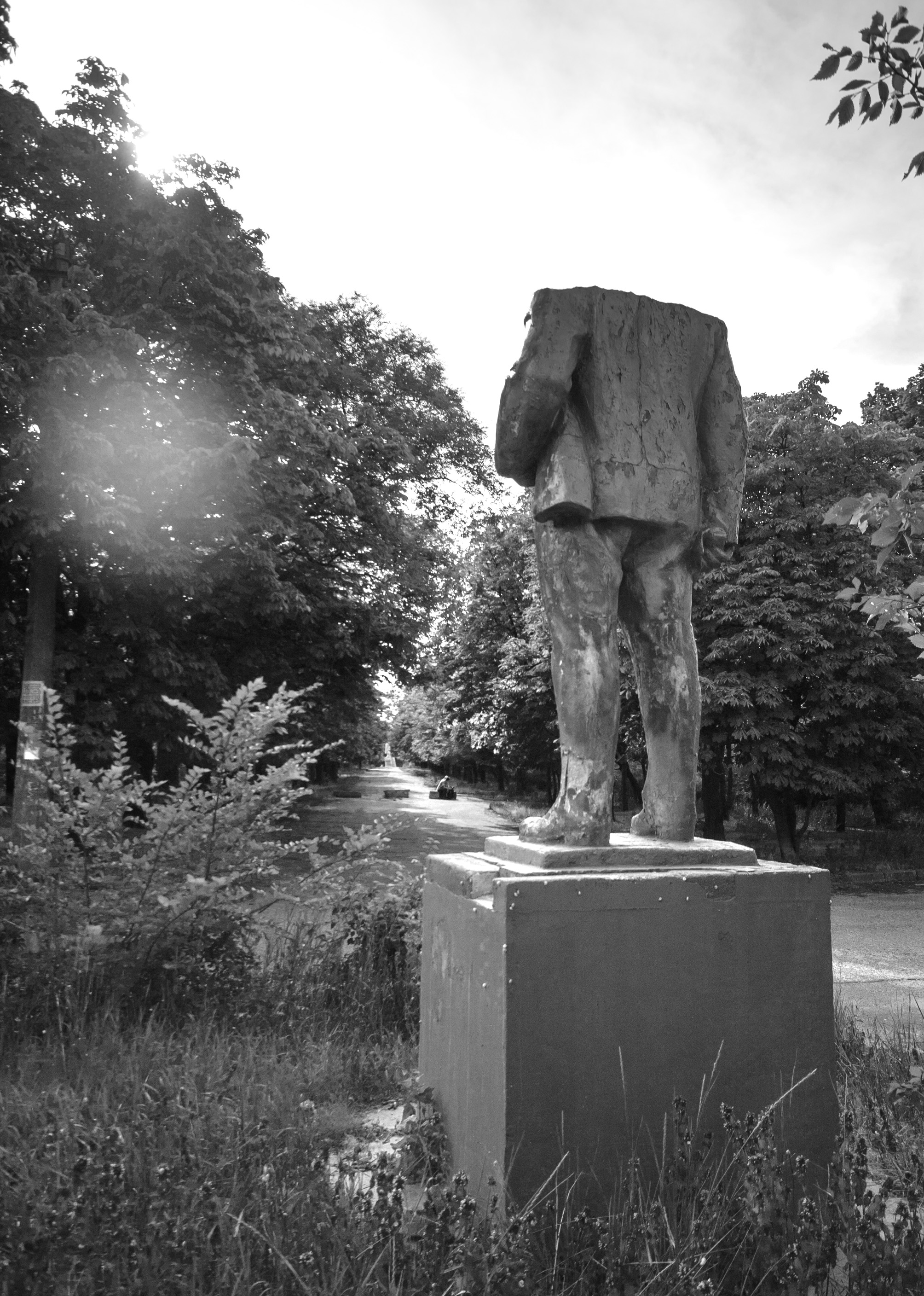
Сучасний вигляд алеї комуністичних пам'ятників
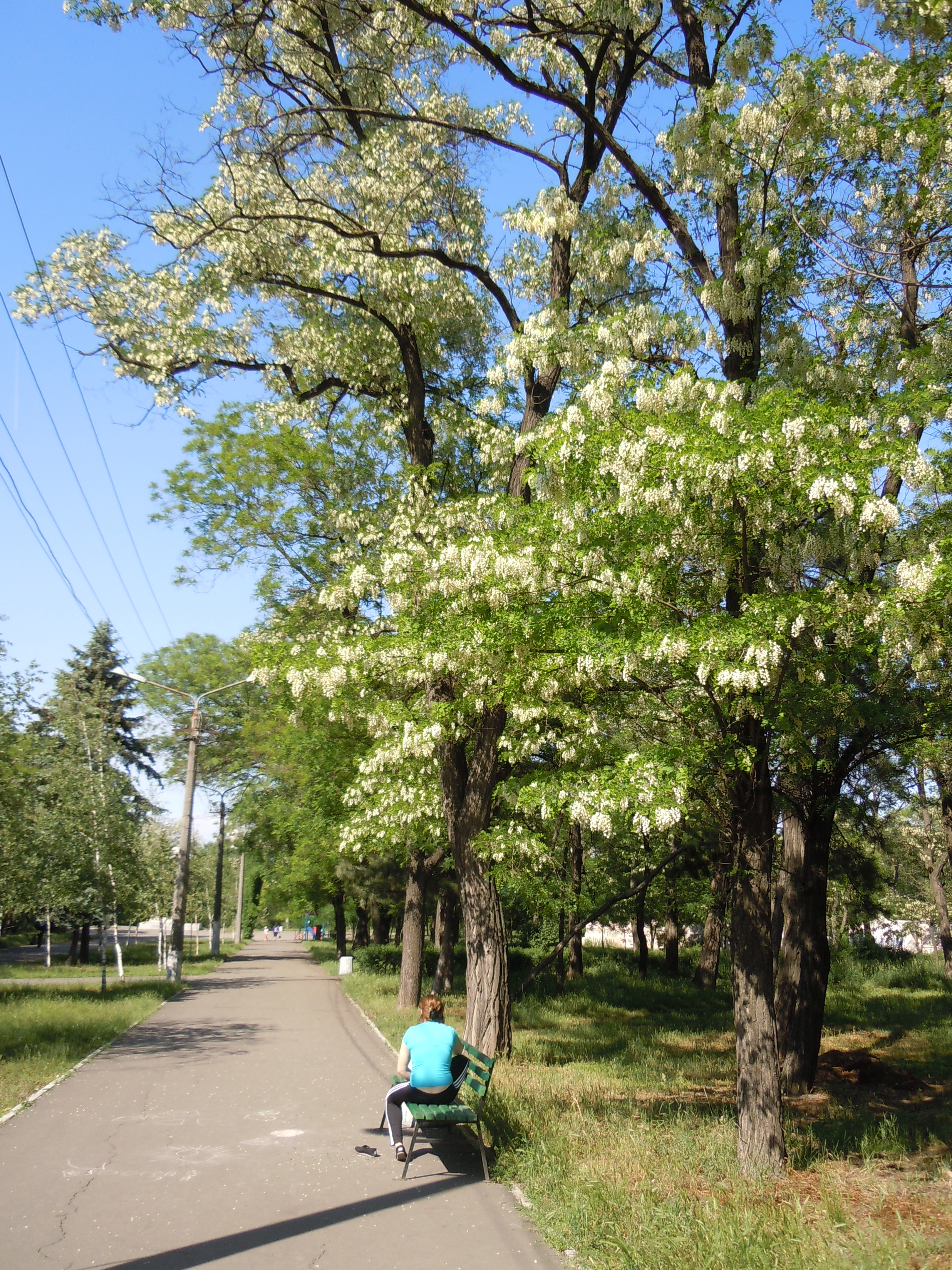
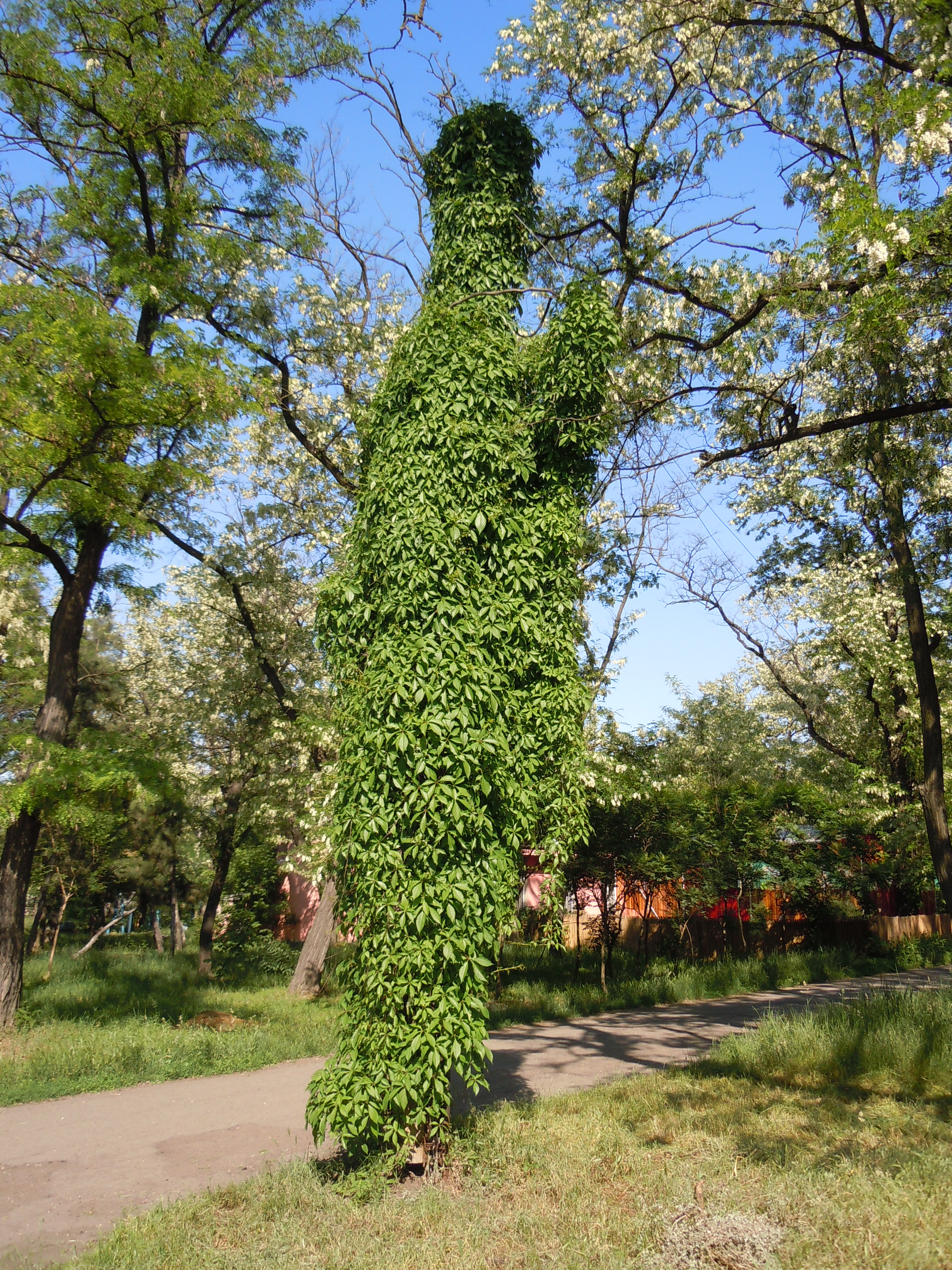
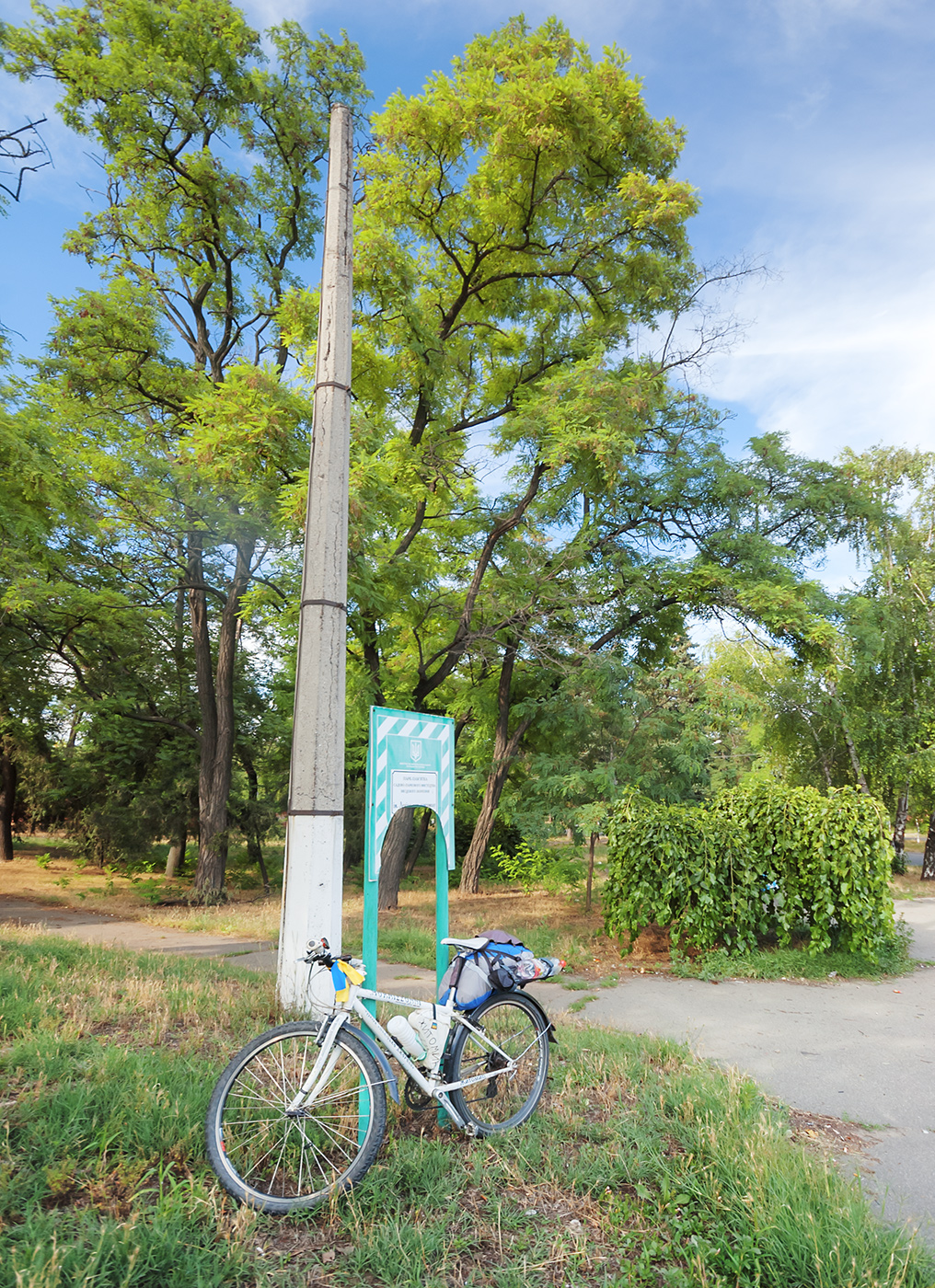